# Isabelle Caro
Isabelle Caro (Aubergenville, 9 de septiembre de 1980 - París, 18 de noviembre de 2010) fue una modelo y actriz francesa que llegó a ser conocida después de ser fotografiada por Oliviero Toscani para una controvertida campaña publicitaria llamada "No anorexia".

## Biografía
Sufría de anorexia nerviosa desde los 13 años de edad. Según Isabelle, su enfermedad se debía a una infancia problemática. Cuando apareció en The Insider de CBS, reveló que en el peor momento de su trastorno alimentario, su peso era de tan sólo 25 kg (55 lb) con una estatura de 1,65 metros; su peso más reciente fue de 33 kg. Su currículum profesional sostiene que medía 1,68 m y pesaba 42 kg en septiembre de 2009.
Hospitalizada por primera vez a los 20 años; en 2006 entró en coma, pesando sólo 25 kg. En esa ocasión, el médico dijo que no sobreviviría.
En 2007 protagonizó la campaña de Nolita "No anorexia". Estas imágenes, capturadas por el fotógrafo Oliviero Toscani, que mostraban a Isabelle desnuda, con los huesos de su cara y columna vertebral muy notorios bajo su piel y en general claramente afectada por este trastorno alimentario dieron la vuelta al mundo y se convirtieron en un ícono de estos desórdenes y la lucha de quienes los padecen.
En el programa Supersize vs Superskinny el cual salió al aire el 11 de marzo de 2008, ella admitió su anorexia ante la periodista Anna Richardson.
También fue entrevistada en el segundo episodio de la serie-documental de televisión, El Precio de la Belleza, en la que Jessica Simpson, Ken Pavés y Cobb CaCee, viajan por el mundo para explorar el verdadero significado de la belleza. Caro habló de cómo se convirtió en anoréxica y advirtió a otras chicas acerca de esta aflicción a lo que Jessica respondió: «Lo que estás haciendo en este momento te hace más hermosa y espero que las mujeres de todo el mundo conozcan esta historia y lo importante que es saber que lo delgada que estás no es lo que te hace hermosa». Este episodio se emitió el 22 de marzo de 2010 en los Estados Unidos y el 21 de agosto en Japón.

## Actuación
Comienza estudios particulares de teatro en 2000 hasta obtener la Maestría de Artes Escénicas en la Universidad de París VIII Vincennes-Saint-Denis en 2008. Participó de obras teatrales, cortometrajes, producciones televisivas y el largometraje Adele y el misterio de la Momia de Luc Besson.

## Autobiografía
En 2008 editorial Flammarion publica su autobiografía "La petite fille qui ne voulait pas grossir" (La pequeña niña que no quería engordar). Un año más tarde fue publicada en italiano por Editorial Cairo con el nombre "La ragazza che non voleva crescere: La mia battaglia contro l'anoressia". (La chica que no quería crecer: Mi batalla contra la anorexia)

## Muerte
Isabelle Caro falleció el 17 de noviembre de 2010 en el hospital Xavier-Bichat de París; su causa fue neumonía, después de pasar cerca de dos semanas en el hospital con una enfermedad respiratoria aguda. Su familia no reportó la noticia a los medios hasta pasado más de un mes, el 29 de diciembre de 2010.
En enero de 2011, su madre, Marie Caro, tras no soportar la culpa por la muerte de su hija, se suicidó.